# Mrkalji (Han Pijesak)
Pour les articles homonymes, voir Mrkalji.
Mrkalji (en serbe cyrillique : Мркаљи) est un village de Bosnie-Herzégovine. Il est situé dans la municipalité de Han Pijesak et dans la république serbe de Bosnie. Selon les premiers résultats du recensement bosnien de 2013, il compte 114 habitants.

## Démographie

### Répartition de la population par nationalités (1991)
En 1991, le village comptait 141 habitants, répartis de la manière suivante :